# Premier League 1994/1995
Soutěžní ročník Premier League 1994/95 byl 3. ročníkem Premier League, tedy anglické nejvyšší fotbalové ligy. Soutěž byla započata 20. srpna 1994 a poslední kolo se odehrálo 14. května 1995. Liga se skládala z 22 klubů. Manchesteru United byl obhájcem titulu z minulé sezóny.
Vítězem se ale stal Blackburn Rovers, který vyhrál první velkou trofej od roku 1928, kdy ovládl FA Cup. O titulu se rozhodlo až v posledním kole, kdy i přes prohru 1:2 z Liverpoolem se Blackburn stal mistrem díky remíze United 1:1 s West Hamem.
Počet týmů v Premier League se pro následující sezónu snížil na 20. Toho bylo dosaženo zvýšením počtu sestupujících týmů na čtyři a snížením postupujících týmů postupujících z Football League First Division na dva.

## Složení ligy v ročníku 1994/95
Soutěže se účastnilo 22 celků. K prvním devatenácti z minulého ročníku se připojili nováčci Crystal Palace a Nottingham Forest, kteří si účast zajistili již v základní části předcházejícího ročníku Football League First Division, a Leicester City, ten si účast vybojoval vítězstvím v play off. Opačným směrem putovala mužstva Sheffieldu United, Oldhamu Athletic a Swindon Townu.
| Klub                | 1993/94          | Město               | Stadión              |
| ------------------- | ---------------- | ------------------- | -------------------- |
| Manchester United   | Zlatá medaile    | Manchester          | Old Trafford         |
| Blackburn Rovers    | Stříbrná medaile | Blackburn           | Ewood Park           |
| Newcastle United    | Bronzová medaile | Newcastle upon Tyne | St James' Park       |
| Arsenal             | 4.               | Londýn              | Arsenal Stadium      |
| Leeds United        | 5.               | Leeds               | Elland Road          |
| Wimbledon           | 6.               | Londýn              | Selhurst Park        |
| Sheffield Wednesday | 7.               | Sheffield           | Hillsborough Stadium |
| Liverpool           | 8.               | Liverpool           | Anfield              |
| Queens Park Rangers | 9.               | Londýn              | Loftus Road          |
| Aston Villa         | 10.              | Birmingham          | Villa Park           |
| Coventry City       | 11.              | Coventry            | Highfield Road       |
| Norwich City        | 12.              | Norwich             | Carrow Road          |
| West Ham United     | 13.              | Londýn              | Boleyn Ground        |
| Chelsea             | 14.              | Londýn              | Stamford Bridge      |
| Tottenham Hotspur   | 15.              | Londýn              | White Hart Lane      |
| Manchester City     | 16.              | Manchester          | Maine Road           |
| Everton             | 17.              | Liverpool           | Goodison Park        |
| Southampton         | 18.              | Southampton         | The Dell             |
| Ipswich Town        | 19.              | Ipswich             | Portman Road         |
| Crystal Palace      | First Division   | Londýn              | Selhurst Park        |
| Nottingham Forest   | First Division   | Nottingham          | City Ground          |
| Leicester City      | First Division   | Leicester           | Filbert Street       |

### Realizační týmy a dresy
| Klub                | Trenér                    | Kapitán          | Výrobce dresu | Sponzor dresu                    |
| ------------------- | ------------------------- | ---------------- | ------------- | -------------------------------- |
| Arsenal             | Stewart Houston (dočasný) | Tony Adams       | Nike          | JVC                              |
| Aston Villa         | Brian Little              | Kevin Richardson | Asics         | Müller                           |
| Blackburn Rovers    | Kenny Dalglish            | Tim Sherwood     | Asics         | McEwan's Lager                   |
| Chelsea             | Glenn Hoddle              | Dennis Wise      | Umbro         | Coors                            |
| Coventry City       | Ron Atkinson              | Brian Borrows    | Pony          | Peugeot                          |
| Crystal Palace      | Alan Smith                | Gareth Southgate | Nutmeg        | TDK                              |
| Everton             | Joe Royle                 | Dave Watson      | Umbro         | NEC                              |
| Ipswich Town        | George Burley             | Steve Palmer     | Umbro         | Fisons                           |
| Leeds United        | Howard Wilkinson          | Gary McAllister  | Asics         | Thistle Hotels                   |
| Leicester City      | Mark McGhee               | Steve Walsh      | Fox Leisure   | Walkers                          |
| Liverpool           | Roy Evans                 | Ian Rush         | Adidas        | Carlsberg                        |
| Manchester City     | Brian Horton              | Keith Curle      | Umbro         | Brother                          |
| Manchester United   | Alex Ferguson             | Steve Bruce      | Umbro         | Sharp                            |
| Newcastle United    | Kevin Keegan              | Peter Beardsley  | Asics         | Scottish and Newcastle Breweries |
| Norwich City        | Gary Megson (dočasný)     | Jon Newsome      | Ribero        | Norwich and Peterborough         |
| Nottingham Forest   | Frank Clark               | Stuart Pearce    | Umbro         | Labatt's                         |
| Queens Park Rangers | Ray Wilkins               | David Bardsley   | Clubhouse     | Compaq                           |
| Sheffield Wednesday | Trevor Francis            | Chris Waddle     | Puma          | Sanderson                        |
| Southampton         | Alan Ball                 | Matt Le Tissier  | Pony          | Dimplex                          |
| Tottenham Hotspur   | Gerry Francis             | Gary Mabbutt     | Umbro         | Holsten                          |
| West Ham United     | Harry Redknapp            | Steve Potts      | Pony          | Dagenham Motors                  |
| Wimbledon           | Joe Kinnear               | Vinnie Jones     | Ribero        | Elonex                           |

### Trenérské změny
| Klub                | Odcházející trenér | Důvod odchodu | Datum odchodu      | Pozice v tabulce | Příchozí trenér           | Datum příchodu     |
| ------------------- | ------------------ | ------------- | ------------------ | ---------------- | ------------------------- | ------------------ |
| West Ham United     | Billy Bonds        | Rezignace     | 10. srpna 1994     | Před sezónou     | Harry Redknapp            | 10. srpna 1994     |
| Tottenham Hotspur   | Osvaldo Ardiles    | Vyhozen       | 1. listopadu 1994  | 11. místo        | Gerry Francis             | 15. listopadu 1994 |
| Everton             | Mike Walker        | Vyhozen       | 8. listopadu 1994  | 22. místo        | Joe Royle                 | 10. listopadu 1994 |
| Aston Villa         | Ron Atkinson       | Vyhozen       | 10. listopadu 1994 | 19. místo        | Brian Little              | 25. listopadu 1994 |
| Queens Park Rangers | Gerry Francis      | Rezignace     | 15. listopadu 1994 | 18. místo        | Ray Wilkins               | 15. listopadu 1994 |
| Leicester City      | Brian Little       | Rezignace     | 22. listopadu 1994 | 20. místo        | Mark McGhee               | 14. prosince 1994  |
| Ipswich Town        | John Lyall         | Rezignace     | 5. prosince 1994   | 22. místo        | George Burley             | 28. prosince 1994  |
| Coventry City       | Phil Neal          | Vyhozen       | 14. února 1995     | 13. místo        | Ron Atkinson              | 15. února 1995     |
| Arsenal             | George Graham      | Vyhozen       | 21. února 1995     | 12. místo        | Stewart Houston (dočasný) | 21. února 1995     |
| Norwich City        | John Deehan        | Rezignace     | 9. dubna 1995      | 20. místo        | Gary Megson (dočasný)     | 9. dubna 1995      |

## Tabulka
| Poř. | Tým                  | Z  | V  | R  | P  | VG | OG | B  |
| ---- | -------------------- | -- | -- | -- | -- | -- | -- | -- |
| 1.   | Blackburn Rovers (C) | 42 | 27 | 8  | 7  | 80 | 39 | 89 |
| 2.   | Manchester United    | 42 | 26 | 10 | 6  | 77 | 28 | 88 |
| 3.   | Nottingham Forest    | 42 | 22 | 11 | 9  | 72 | 43 | 77 |
| 4.   | Liverpool            | 42 | 21 | 11 | 10 | 65 | 37 | 74 |
| 5.   | Leeds United         | 42 | 20 | 13 | 9  | 59 | 38 | 73 |
| 6.   | Newcastle United     | 42 | 20 | 12 | 10 | 67 | 47 | 72 |
| 7.   | Tottenham Hotspur    | 42 | 16 | 14 | 12 | 66 | 58 | 62 |
| 8.   | Queens Park Rangers  | 42 | 17 | 9  | 16 | 61 | 59 | 60 |
| 9.   | Wimbledon            | 42 | 15 | 11 | 16 | 48 | 65 | 56 |
| 10.  | Southampton          | 42 | 12 | 18 | 12 | 61 | 63 | 54 |
| 11.  | Chelsea              | 42 | 13 | 15 | 14 | 50 | 55 | 54 |
| 12.  | Arsenal              | 42 | 13 | 12 | 17 | 49 | 57 | 51 |
| 13.  | Sheffield Wednesday  | 42 | 13 | 12 | 17 | 49 | 57 | 51 |
| 14.  | West Ham United      | 42 | 13 | 11 | 18 | 44 | 48 | 50 |
| 15.  | Everton              | 42 | 11 | 17 | 14 | 44 | 51 | 50 |
| 16.  | Coventry City        | 42 | 12 | 14 | 16 | 44 | 62 | 50 |
| 17.  | Manchester City      | 42 | 12 | 13 | 17 | 53 | 64 | 49 |
| 18.  | Aston Villa          | 42 | 11 | 15 | 16 | 51 | 56 | 48 |
| 19.  | Crystal Palace (R)   | 42 | 11 | 12 | 19 | 34 | 49 | 45 |
| 20.  | Norwich City (R)     | 42 | 10 | 13 | 19 | 37 | 54 | 43 |
| 21.  | Leicester City (R)   | 42 | 6  | 11 | 25 | 45 | 80 | 29 |
| 22.  | Ipswich Town (R)     | 42 | 7  | 6  | 29 | 36 | 93 | 27 |

Pravidla pro klasifikaci: 1) Body; 2) Gólový rozdíl; 3) vstřelené góly
(C) Šampion; (R) Sestupující
|  | Postup do základní skupiny Ligy mistrů      |
|  | Postup do prvního kola Poháru UEFA          |
|  | Postup do prvního kola Poháru vítězů pohárů |
|  | Sestup do Football League First Division    |

Poznámky
1. ↑  Leeds United se kvalifikoval do Poháru UEFA díky UEFA Fair Play
2. ↑  Everton se kvalifikoval do Poháru vítězů pohárů díky vítězství v FA Cupu

## Statistiky

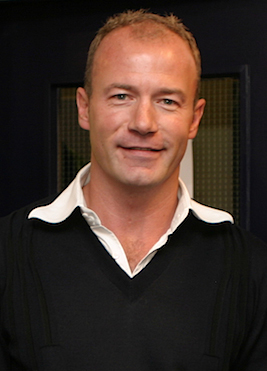
Alan Shearer se stal nejlepším střelcem Premier League v sezóně 1994/95 s 34 góly.

### Střelci

#### Nejlepší střelci
|     | Hráč               | Klub                               | Góly |
| --- | ------------------ | ---------------------------------- | ---- |
| 1.  | Alan Shearer       | Blackburn Rovers                   | 34   |
| 2.  | Robbie Fowler      | Liverpool                          | 25   |
| 3.  | Les Ferdinand      | Queens Park Rangers                | 24   |
| 4.  | Stan Collymore     | Nottingham Forest                  | 22   |
| 5.  | Andrew Cole        | Newcastle United/Manchester United | 21   |
| 6.  | Jürgen Klinsmann   | Tottenham Hotspur                  | 20   |
| 7.  | Matthew Le Tissier | Southampton                        | 19   |
| 8.  | Teddy Sheringham   | Tottenham Hotspur                  | 18   |
| 8.  | Ian Wright         | Arsenal                            | 18   |
| 10. | Uwe Rösler         | Manchester City                    | 15   |
| 10. | Dean Saunders      | Aston Villa                        | 15   |
| 10. | Chris Sutton       | Blackburn Rovers                   | 15   |

#### Hattricky
| Hráč              | Klub              | Soupeř              | Skóre   | Datum              | Ref    |
| ----------------- | ----------------- | ------------------- | ------- | ------------------ | ------ |
| Chris Sutton      | Blackburn Rovers  | Coventry City       | 4:0 (D) | 27. srpna 1994     | [ 4 ]  |
| Robbie Fowler     | Liverpool         | Arsenal             | 3:0 (D) | 28. srpna 1994     | [ 5 ]  |
| Andrej Kančelskis | Manchester United | Manchester City     | 5:0 (D) | 10. listopadu 1994 | [ 6 ]  |
| Alan Shearer      | Blackburn Rovers  | Queens Park Rangers | 4:0 (D) | 26. listopadu 1994 | [ 7 ]  |
| Teddy Sheringham  | Tottenham Hotspur | Newcastle United    | 4:2 (D) | 3. prosince 1994   | [ 8 ]  |
| Tony Cottee       | West Ham United   | Manchester City     | 3:0 (D) | 17. prosince 1994  | [ 9 ]  |
| Alan Shearer      | Blackburn Rovers  | West Ham United     | 4:2 (D) | 30. října 1994     | [ 10 ] |
| Alan Shearer      | Blackburn Rovers  | Ipswich Town        | 4:1 (D) | 2. ledna 1995      | [ 11 ] |
| Thomas Johnson    | Aston Villa       | Wimbledon           | 7:1 (D) | 11. února 1995     | [ 12 ] |
| Andrew Cole5      | Manchester United | Ipswich Town        | 9:0 (D) | 4. března 1995     | [ 13 ] |
| Peter Ndlovu      | Coventry City     | Liverpool           | 3:2 (H) | 14. března 1995    | [ 14 ] |
| Anthony Yeboah    | Leeds United      | Ipswich Town        | 4:0 (D) | 5. dubna 1995      | [ 15 ] |
| Ian Wright        | Arsenal           | Ipswich Town        | 4:1 (D) | 15. dubna 1995     | [ 16 ] |

Poznámky
5 Hráč vstřelil 5 gólů
(D) – Domácí tým
(H) – Hostující tým

#### Nejlepší asistenti
|    | Hráč               | Klub                | Asistence |
| -- | ------------------ | ------------------- | --------- |
| 1. | Matthew Le Tissier | Southampton         | 15        |
| 2. | Darren Anderton    | Tottenham Hotspur   | 14        |
| 3. | Alan Shearer       | Blackburn Rovers    | 13        |
| 4. | Ruel Fox           | Newcastle United    | 11        |
| 4. | Ryan Giggs         | Manchester United   | 11        |
| 4. | Andy Hinchcliffe   | Everton             | 11        |
| 4. | Bryan Roy          | Nottingham Forest   | 11        |
| 8. | Kevin Gallen       | Queens Park Rangers | 10        |
| 8. | Jürgen Klinsmann   | Tottenham Hotspur   | 10        |
| 8. | Chris Sutton       | Blackburn Rovers    | 10        |

### Čistá konta

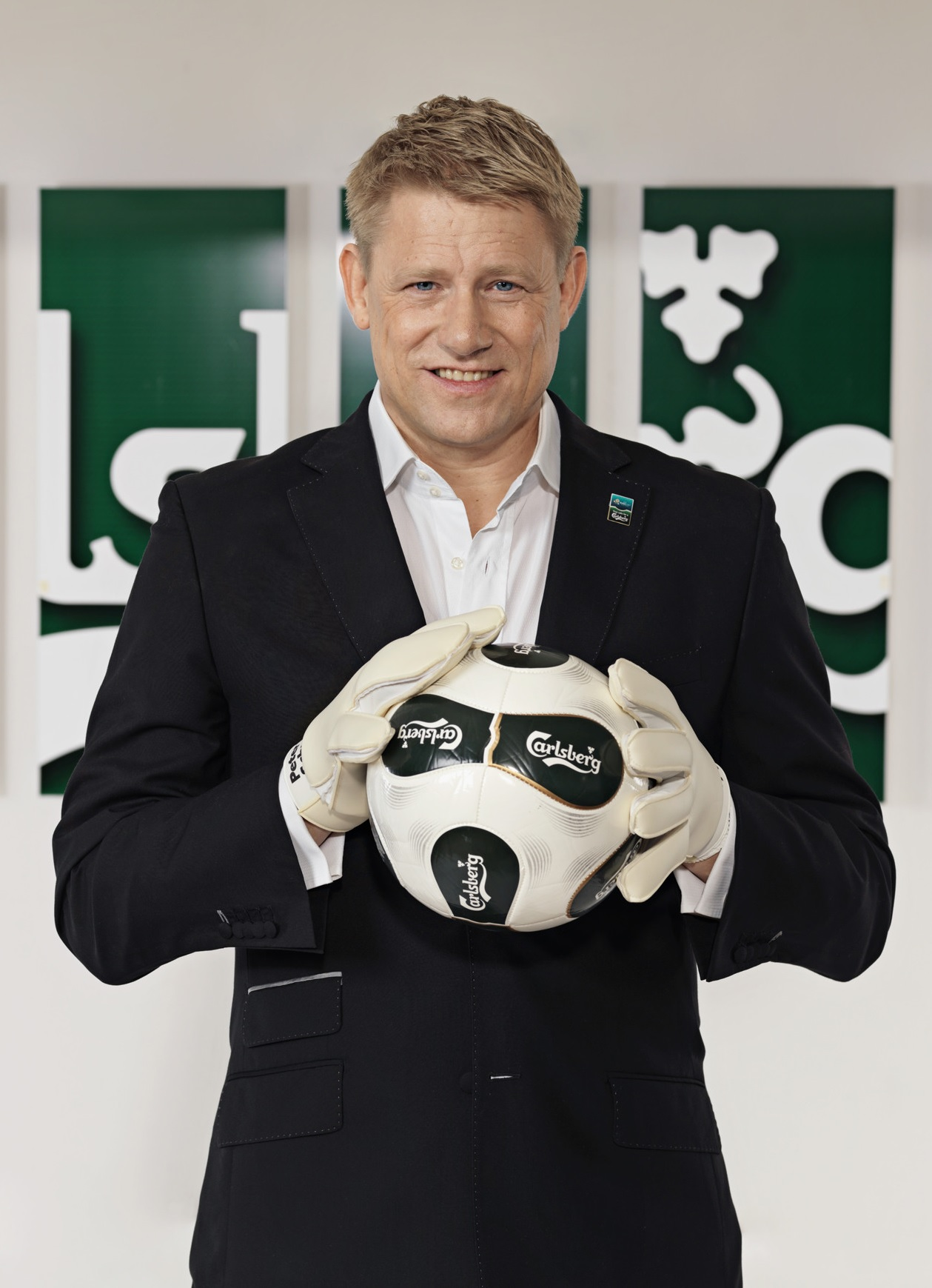
Peter Schmeichel udržel v sezóně 1994/95 nejvíce čistých kont (20), a to v dresu Manchesteru United.

|     | Hráč             | Klub              | Čistá konta |
| --- | ---------------- | ----------------- | ----------- |
| 1.  | Peter Schmeichel | Manchester United | 20          |
| 2.  | David James      | Liverpool         | 17          |
| 2.  | John Lukic       | Leeds United      | 17          |
| 4.  | Tim Flowers      | Blackburn Rovers  | 16          |
| 5.  | Nigel Martyn     | Crystal Palace    | 14          |
| 5.  | Neville Southall | Everton           | 14          |
| 7.  | Mark Crossley    | Nottingham Forest | 13          |
| 7.  | Luděk Mikloško   | West Ham United   | 13          |
| 7.  | Pavel Srniček    | Newcastle United  | 13          |
| 10. | Dmitrij Charin   | Chelsea           | 11          |
| 10. | Steve Ogrizovic  | Coventry City     | 11          |
| 10. | David Seaman     | Arsenal           | 11          |
| 10. | Ian Walker       | Tottenham Hotspur | 11          |

### Disciplína

#### Hráči
- Nejvíce žlutých karet: 10[19]
  -  Francis Benali (Southampton)
  -  Kenneth Monkou (Southampton)
  -  Andy Pearce (Sheffield Wednesday)

- Nejvíce červených karet: 2[20]
  -  Duncan Ferguson (Everton)
  -  Vinnie Jones (Wimbledon)
  -  Pavel Srniček (Newcastle United)
  -  Andy Townsend (Aston Villa)
  -  Jason Wilcox (Blackburn Rovers)

#### Klub
- Nejvíce žlutých karet: 72[21]
  - Wimbledon

- Nejvíce červených karet: 8[22]
  - Leicester City

## Ocenění

### Měsíční
| Měsíc    | Manager of the Month | Manager of the Month | Player of the Month | Player of the Month |
| Měsíc    | Trenér               | Klub                 | Hráč                | Klub                |
| -------- | -------------------- | -------------------- | ------------------- | ------------------- |
| Srpen    | Kevin Keegan         | Newcastle United     | Jürgen Klinsmann    | Tottenham Hotspur   |
| Září     | Frank Clark          | Nottingham Forest    | Rob Lee             | Newcastle United    |
| Říjen    | Alex Ferguson        | Manchester United    | Paul Ince           | Manchester United   |
| Listopad | Kenny Dalglish       | Blackburn Rovers     | Alan Shearer        | Blackburn Rovers    |
| Listopad | Kenny Dalglish       | Blackburn Rovers     | Chris Sutton        | Blackburn Rovers    |
| Prosinec | Gerry Francis        | Tottenham Hotspur    | Matt Le Tissier     | Southampton         |
| Leden    | Brian Little         | Aston Villa          | Chris Waddle        | Sheffield Wednesday |
| Únor     | Kevin Keegan         | Newcastle United     | Duncan Ferguson     | Everton             |
| Březen   | Ron Atkinson         | Coventry City        | Anthony Yeboah      | Leeds United        |
| Duben    | Howard Wilkinson     | Leeds United         | David Seaman        | Arsenal             |

### Roční ocenění
| Ocenění                         | Vítěz            | Klub              |
| ------------------------------- | ---------------- | ----------------- |
| PFA Players' Player of the Year | Alan Shearer     | Blackburn Rovers  |
| PFA Young Player of the Year    | Robbie Fowler    | Liverpool         |
| Hráč roku dle FWA               | Jürgen Klinsmann | Tottenham Hotspur |

| PFA Team of the Year | PFA Team of the Year                 | PFA Team of the Year                 | PFA Team of the Year               | PFA Team of the Year            | PFA Team of the Year            | PFA Team of the Year              |
| -------------------- | ------------------------------------ | ------------------------------------ | ---------------------------------- | ------------------------------- | ------------------------------- | --------------------------------- |
| Brankář              | Tim Flowers (Blackburn Rovers)       | Tim Flowers (Blackburn Rovers)       | Tim Flowers (Blackburn Rovers)     | Tim Flowers (Blackburn Rovers)  | Tim Flowers (Blackburn Rovers)  | Tim Flowers (Blackburn Rovers)    |
| Obránci              | Rob Jones (Liverpool)                | Gary Pallister (Manchester United)   | Gary Pallister (Manchester United) | Colin Hendry (Blackburn Rovers) | Colin Hendry (Blackburn Rovers) | Graeme Le Saux (Blackburn Rovers) |
| Záložníci            | Tim Sherwood (Blackburn Rovers)      | Tim Sherwood (Blackburn Rovers)      | Matt Le Tissier (Southampton)      | Matt Le Tissier (Southampton)   | Paul Ince (Manchester United)   | Paul Ince (Manchester United)     |
| Útočníci             | Jürgen Klinsmann (Tottenham Hotspur) | Jürgen Klinsmann (Tottenham Hotspur) | Alan Shearer (Blackburn Rovers)    | Alan Shearer (Blackburn Rovers) | Chris Sutton (Blackburn Rovers) | Chris Sutton (Blackburn Rovers)   |

## Vítěz
| Premier League 1994/95 Blackburn Rovers (1. titul) |